# آگارتالا
اگرتلا شهری زیبا، پایتخت و پرجمعیت‌ترین شهر ایالت تریپورا در شمال شرقی هندوستان می‌باشد.
جمعیت این شهر نزدیک به چهارصد هزار نفر می‌باشد و همگی بنگال زبان اما هندو مذهب هستند.

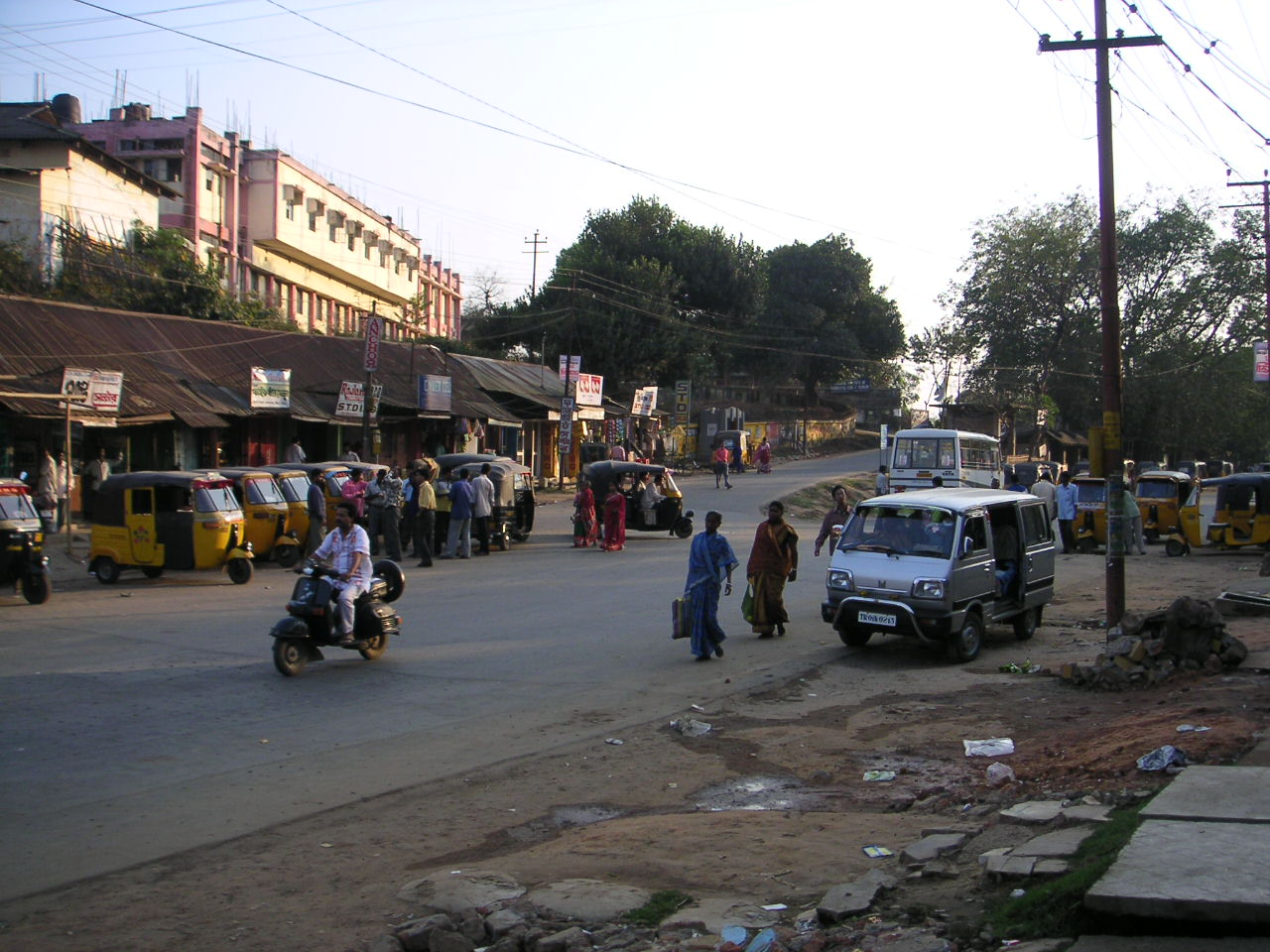
A road in Agartala

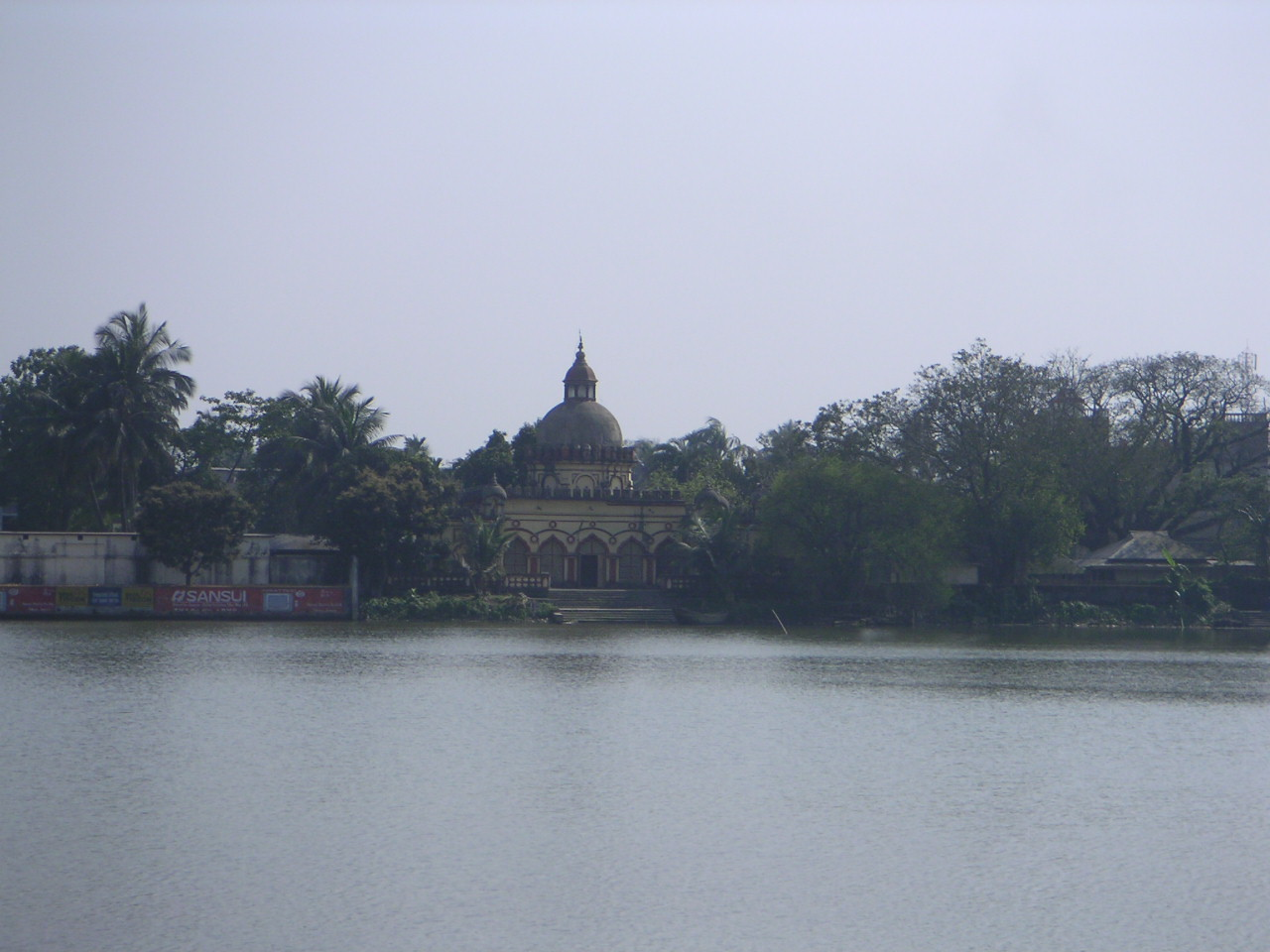
Laxmi Narayan Bari temple in Palace Compound